# Space Oddity
„Space Oddity” (ang. kosmiczna osobliwość) – ballada rockowa brytyjskiego muzyka Davida Bowiego, będąca jedną z najbardziej znanych w dorobku artysty, która była jednocześnie jego pierwszym hitem. Utwór pochodzi z albumu Space Oddity, wydanego w 1969 roku.

## Tytuł
Tytuł zainspirowany został filmem Kubricka 2001: Odyseja kosmiczna (ang. 2001: Space Odyssey), który wszedł na ekrany kin w roku 1968.

## Tekst
Opowiada o astronaucie „Majorze Tomie”, jego podróży w kosmos i tajemniczym zaginięciu. Początkowo interpretowana była jako opowieść o autodestrukcji i alienacji człowieka – ostatnie słowa Toma wysłane do kontroli lotów opisują jego zagubienie i niepewność: „Choć przebyłem sto tysięcy mil, to czuję jakbym stał w miejscu i wydaje mi się, że mój statek kosmiczny sam wie którędy lecieć. Powiedzcie mojej żonie, że bardzo ją kocham.”, po czym traci on kontakt z Ziemią.

## Publikacja
Singiel z tym utworem został wydany w Anglii 11 lipca 1969 roku, na liście przebojów przebywał 14 tygodni dochodząc do piątego miejsca. Sześć lat później wznowiony singiel wspiął się na sam szczyt brytyjskiego zestawienia. Natomiast za oceanem na amerykańskiej liście Billboard Hot 100 utwór dotarł do pozycji 15..
Piosenka została wydana tuż przed lądowaniem Apollo 11 na Księżycu i od razu stała się niezwykle popularna. Angielska stacja telewizyjna BBC użyła jej nawet jako ścieżki dźwiękowej w czasie transmisji na żywo z pierwszego lądowania na Księżycu.

## Popularność
W 1969 roku piosenka Bowiego otrzymała w Anglii nagrodę im. Ivora Novello za najlepszy utwór roku, a w późniejszym czasie „Space Oddity” zostało uznane przez Rock and Roll Hall of Fame jako jedna z piosenek, które „ukształtowały rock & roll”.

## Nawiązania do utworu
Bowie odniósł się do tej piosenki w wydanym w 1980 utworze „Ashes to Ashes”, w którym zagubiony wcześniej astronauta wysyła wiadomość, że żyje i ma się świetnie. Płyta Scary Monsters (and Super Creeps), z której pochodzi utwór „Ashes To Ashes” została wydana po wygranej przez Bowiego walce z narkotykami w latach 70., a sam utwór spowodował, że wiele osób zaczęło postrzegać „Space Oddity” jako opis utraty możliwości, czy umiejętności komunikacji z innymi osobami z powodu używania narkotyków.
Do postaci Majora Toma nawiązał Elton John w piosence „The Rocketman”, nie nazywa on tej postaci po imieniu, ale śpiewa o pewnym astronaucie, który jest samotny w kosmosie i „nie jest tym za kogo inni go biorą”. Sam Bowie podkreślił związek tych dwóch piosenek śpiewając w jednej z nagranej na żywo wersji „Space Oddity” - „I'm just a rocketman”, co jest dosłownym cytatem z piosenki Eltona Johna. Bowie powrócił do tego utworu raz jeszcze, nawiązując do niego w piosence „Hello Spaceboy” z płyty 1.Outside. Jeden z singlowych remiksów tego utworu nagrany przez Pet Shop Boys zawierał nawet fragmenty z oryginalnej wersji piosenki. W 2013 kanadyjski astronauta Chris Hadfield nagrał cover na pokładzie Międzynarodowej Stacji Kosmicznej.
Piosenka jest uznawana za jeden ze standardów rocka, odniesienia do niej można znaleźć w wielu filmach, serialach telewizyjnych, czy utworach literackich. Pochodzące z niej słowa „Ground control to Major Tom” (Kontrola naziemna do majora Toma) weszły nawet do języka codziennego, wyrażenie to używane jest zazwyczaj do zwrócenia uwagi komuś, kto nie zauważa co w danej chwili się dookoła niego dzieje.
Finał historii majora Toma następuje w teledysku do "Blackstar" Bowiego. Zostaje on odnaleziony martwy przez kobietę należącą do obcej cywilizacji, a następnie jego ciało zostaje wyrzucone w przestrzeń.

## Twórcy
Źródło
- David Bowie – śpiew, gitara, stylofon
- Rick Wakeman (zespół Yes) – melotron
- Terry Cox – perkusja
- Mick Wayne – gitara prowadząca
- Herbie Flowers – gitara basowa
- Tony Visconti – bas, flet
- Keith Christmas – gitara
- Tim Renwick – gitara
- Paul Buckmaster – wiolonczela